# Actio libera in causa
Die actio libera in causa (Abkürzung a.l.i.c., lat. für wörtlich „in der Ursache freie Handlung“) ist ein durch Wissenschaft und Rechtsprechung geschaffenes Rechtsinstitut, das im Rahmen der strafrechtlichen Schuldzuweisung Anwendung findet.
Ist der Täter bei Begehung der Tat unfähig, das Unrecht der Tat einzusehen oder nach dieser Einsicht zu handeln, kann er grundsätzlich nicht bestraft werden, weil er in diesem Zustand gemäß § 20 StGB nicht schuldhaft handelt. Die rechtswidrige Verwirklichung eines Straftatbestandes im Zustand der Schuldunfähigkeit soll nach den Regeln über die a. l. i. c. aber dann zur Strafbarkeit führen, wenn der Täter bereits in schuldfähigem Zustand eine Ursache für sein späteres Tun gesetzt hat und daher für die Tat verantwortlich ist. Häufigster Anwendungsfall ist das vorsätzliche Sichbetrinken des Täters, um im Zustand des Vollrausches die geplante Straftat zu begehen, weil er glaubt, sich so der Strafbarkeit wegen Schuldunfähigkeit entziehen zu können. Fachsprachlich resultiert die Strafbarkeit dabei aus der teleologischen Reduktion des Handlungsbegriffs des § 8 StGB (Vorverlegung des Handlungszeitpunkts).
Die zugrundeliegenden Formen sind actiones vel omissiones liberae in causa sive ad libertatem relatae – Handlungen oder Unterlassungen, deren Ursache frei gesetzt wurde oder die auf Freiheit zurückgeführt werden können – beziehungsweise auch actio libera in causa, sed non libera in actu – Handlungen, bei deren Verursachung (in causa) der Täter noch freiverantwortlich handelte, nicht mehr aber bei der (späteren) Ausführung selbst (in actu).
Umstritten und lediglich mit Augenmaß anzuwenden ist die Rechtskonstruktion der a. l. i. c. deshalb, weil mit ihr der Schuldvorwurf kraft einer bloßen Fiktion vorverlagert wird. Diese Vorverlagerung kollidiert mit dem geschützten Grundsatz nulla poena sine lege.

## Deutsches Recht

### Vorsätzliche a. l. i. c.

#### Zweck der a. l. i. c.
Nach § 20 StGB handelt ohne Schuld, wer bei Begehung der Tat wegen einer krankhaften seelischen Störung, wegen einer tiefgreifenden Bewusstseinsstörung oder wegen einer Intelligenzminderung oder einer schweren anderen seelischen Störung unfähig ist, das Unrecht der Tat einzusehen oder nach dieser Einsicht zu handeln. Aufgrund des dem Strafrecht zugrundeliegenden Schuldprinzips können Täter, die schuldlos handelten, nicht bestraft werden.
Die a. l. i. c. behandelt den Fall, dass sich der Täter im Zustand der Schuldfähigkeit und vor Begehung der Tat vorsätzlich in einen Zustand der Schuldunfähigkeit nach § 20 StGB versetzt (etwa durch die Herbeiführung eines Vollrausches), um in diesem Zustand die (nüchtern geplante) Tat schuldlos begehen zu können (sogenannte vorsätzliche a. l. i. c.). Im Zustand der Schuldfähigkeit hatte er dabei eingeplant, dass er aufgrund rechtlicher Schuldlosigkeit ohne Bestrafung bleiben würde. Da ein solches Ergebnis aus dem Blickwinkel einer verbindlich schützenden Rechtsordnung als unerträglich gilt, wurde die Rechtsfigur der a. l. i. c. entwickelt, die § 20 StGB bei defensiver Herangehensweise ausschaltet. Die Begründung für die Rechtskonstruktion ist allerdings umstritten.

#### Voraussetzungen der a. l. i. c.
Das Vorliegen einer „actio libera in causa“ wird an bestimmte und allgemein anerkannte Voraussetzungen geknüpft:
1. Ein Sichversetzen in die Schuldunfähigkeit,
2. Begehung einer tatbestandsmäßigen und rechtswidrigen Straftat im Zustand der Schuldunfähigkeit,
3. der Täter muss Vorsatz bezüglich der beiden vorgenannten Punkte gehabt haben („Doppelvorsatz“). Der Vorsatz muss schon im Zustand der Schuldfähigkeit gegeben gewesen sein.

#### Anerkennung der a. l. i. c.
Geltungsumfang und dogmatische Begründung der a. l. i. c. sind stark umstritten.

##### Unvereinbarkeitstheorie
Ein Teil der deutschen rechtswissenschaftlichen Literatur hält die Rechtsfigur der a. l. i. c. für unvereinbar mit dem Grundsatz nullum crimen sine lege. Die Ausdehnung der Strafbarkeit über den Wortlaut des § 20 StGB hinaus sei verfassungsrechtlich nicht möglich. Eine Bestrafung komme nur nach dem Tatbestand des Vollrausches gemäß § 323a StGB (§ 287 öStGB) in Betracht, bei dem die Strafandrohung jedoch verhältnismäßig oft geringer angesetzt ist, als aus dem tatsächlich begangenen Delikt (etwa Mord).

##### Ausnahmetheorie
Nach der Ausnahmetheorie stellt die a. l. i. c. eine gewohnheitsrechtlich begründete Ausnahme von der Norm des § 20 StGB dar. Ein Täter solle nicht geschützt werden, wenn er rechtsmissbräuchlich versucht, ein Recht von Verfassungsrang dazu auszunutzen, straffrei zu bleiben. Für diese Fälle gelte das Koinzidenzprinzip nicht, was eine teleologische Reduktion des § 20 StGB rechtfertige. Hiergegen lässt sich wiederum einwenden, dass eine der Grundrechtsverwirkung gleichkommende Ausnahme vom Koinzidenzprinzip an sich verfassungswidrig ist. Vertreter dieser These berufen sich allerdings darauf, dass der allgemeine Teil des Strafgesetzbuches im Hinblick auf Art. 103 Absatz 2 GG nicht an den gleichen Maßstäben zu messen sei wie die einzelnen Spezialtatbestände des besonderen Teils. So sei es ja auch nicht verfassungswidrig, dass der Gesetzgeber die Ausformung einzelner Garantenpflichten im Rahmen des Unterlassens nach § 13 Absatz 1 StGB (Entsprechungsklausel) der Rechtspraxis überlassen hat. Indes gebe es eine gefestigte Rechtsprechung von Reichsgericht und Bundesgerichtshof, die in ihrer langen Tradition mittlerweile verfassungsrechtlichen Bedenken entgegenstehe, da es hierdurch zumindest eine faktische – wenngleich nicht gesetzliche – Strafandrohung gibt. Diese Lösung hielt jedoch sogar ihr Begründer Joachim Hruschka zuletzt selbst für verfassungswidrig.

##### Ausdehnungsmodell
Bei dem häufig vertretenen „Ausdehnungsmodell“ wird die Begehung der Tat im Sinne des § 20 StGB auf das schuldhaftes Vorverhalten ausgedehnt, durch welches die spätere Schuldunfähigkeit herbeigeführt wird (etwa das Sich-Betrinken). Durch die Erweiterung des Begriffs der Tat gelingt es dieser Auffassung, je nach Deliktsnatur, eine Lösung auf den Weg zu bringen, die auch mit Art. 103 Abs. 2 GG in Einklang gebracht werden kann. Allerdings wird diesem Modell vorgeworfen, nicht mit dem Koinzidenzprinzip vereinbar zu sein, nach dem Tatbestandsverwirklichung, Rechtswidrigkeit und Schuld bei der Tatbegehung tatsächlich gemeinsam vorliegen müssen. Zudem sei nicht ersichtlich, wieso der Gesetzgeber den Ausdruck „bei Begehung der Tat“ weiter verstanden haben will als in § 16 Abs. 1, 2 sowie § 17 StGB.

##### Vorverlagerungstheorie/Tatbestandsmodell
Nach der Vorverlagerungstheorie wird der Beginn der Tat auf den Zeitpunkt des Sich-Berauschens vorverlagert. Aufgrund dieses Kunstgriffes bleibt das Koinzidenzprinzip gewahrt, weil Zeitpunkt der Tat dann bereits der des Sich-Berauschens ist. Dies ist sehr zweifelhaft und führt zu Widersprüchen mit den Grundsätzen zur Bestimmung des Versuchsbeginns beziehungsweise des unmittelbaren Ansetzens zur Tat (§ 22 StGB). Versuchsbeginn ist dann nämlich bereits das Sich-Berauschen. Folglich ist die Schwelle zur Strafbarkeit bereits mit diesem – an sich nicht strafbewehrten – Verhalten überschritten, mit der Folge, dass beispielsweise das bloße Sich-Betrinken bis zur Schuldunfähigkeit, um in diesem Zustand einen Mord zu begehen, ohne jeden Ansatz zur Tötungshandlung bereits einen versuchten Mord darstellt. Aufgrund dessen wird die Vorverlagerungstheorie von weiten Teilen der rechtswissenschaftlichen Literatur abgelehnt.

##### Lehre von der mittelbaren Täterschaft beziehungsweise Werkzeugtheorie
Teilweise wird auch vertreten, dass es sich bei der actio libera in causa um einen Spezialfall der mittelbaren Täterschaft handelt. Der Täter mache sich durch das „Sich-Betrinken“ zu seinem eigenen indolosen Werkzeug. Er haftet nach diesem Ansatz als Täter in mittelbarer Täterschaft. Auch nach dieser Theorie wird also an der Tathandlung des „Sich-Betrinkens“ angeknüpft, was in letzter Konsequenz dazu führt, dass die Konstruktion der mittelbaren Täterschaft eigentlich nur ein anderer Begründungsansatz für die Vorverlagerungstheorie ist und schwerlich gelöst von dieser verstanden werden kann. Dieser Theorie wird entgegnet, dass sie eine rein juristische Spaltung ein und derselben Person vornimmt, die mit § 25 Abs. 1, 2. Alt. StGB nicht zu vereinbaren sei („durch einen anderen“, also einer anderen Person). Hiergegen wird wiederum eingewandt, dass es sich eben nicht um eine direkte Anwendung des § 25 Abs. 1, 2. Alt. StGB handelt, sondern nur um eine Anlehnung an das dogmatische Modell, um einen hinreichenden Tatbezug des „Sich-Betrinkens“ zur Ausführungshandlung zu begründen. Selbst wenn man dieses Argument mit psychologischen Einwänden übergeht, so stellt sich die Frage, warum bei einem möglichen Rücktritt des schuldunfähigen „Tatmittlers“ vom Versuch der Tat dies dem schuldfähig gewesenen „Hintermann“ zugutekommen soll.

##### Rechtsprechung
Die ältere Rechtsprechung folgte der Vorverlagerungstheorie.
Bei verhaltensgebundenen eigenhändigen Delikten allerdings hat der 4. Strafsenat des Bundesgerichtshofs die Anwendung der a. l. i. c. 1996 abgelehnt. Dazu zählen insbesondere die Straßenverkehrsdelikte und die Aussagedelikte wie z. B. der Meineid. Dabei hat der Bundesgerichtshof betont, dass ein Verhalten nur unter eine Norm subsumiert werden kann, wenn dieses mit deren Wortlaut vereinbar ist. Der BGH erkennt weiter, dass das „Trinken“ (bzw. die in die Schuldunfähigkeit führende Handlung) als Tathandlung jedenfalls dann nicht in Betracht kommt, wenn diese kein „Trinken“ (sondern Führen eines Kraftfahrzeugs, falsch schwören usw.) ist. Offengeblieben ist indes die Haltung des Gerichts mit Blick auf Erfolgsdelikte (etwa Totschlag, § 212 StGB). Grund hierfür ist, dass derartige Fallkonstellationen extrem selten sind.
Teilweise wird angenommen, dass der Bundesgerichtshof der a. l. i. c. insoweit eine Existenzberechtigung einräumt. Andere Strömungen in der juristischen Literatur glauben in den Ausführungen des Bundesgerichtshofes erhebliche Bedenken hinsichtlich der Existenzberechtigung der a. l. i. c. gefunden zu haben und gehen von einer prinzipiellen Ablehnung aus.
Der 2. Strafsenat des Bundesgerichtshofs hat im Jahre 2000 klargestellt, dass die Entscheidung des 4. Strafsenats aus dem Jahre 1996 nur Vergehen der Straßenverkehrsgefährdung und des Fahrens ohne Fahrerlaubnis betrifft. Eine weitergehende Einschränkung des Anwendungsbereichs der Grundsätze der actio libera in causa sei nicht anzuerkennen und auch nicht zu erwarten.

### Fahrlässige a. l. i. c.
Die Konstruktion einer „fahrlässigen a. l. i. c.“ wird überwiegend für überflüssig gehalten.
Für eine Fahrlässigkeitsstrafbarkeit kann grundsätzlich an jedes vor dem Taterfolg liegende Verhalten des Täters angeknüpft werden kann, auch wenn es nicht als Tatbeitrag intendiert war. Nach überwiegender Auffassung besteht somit bereits keine Notwendigkeit, auf die a. l. i. c. abzustellen. Die a. l. i. c. erscheint also zumeist als unselbstständige Sonderform normaler Fahrlässigkeit.
Erforderlich sind für die „fahrlässige a. l. i. c.“ sind dann ein sorgfaltswidriges Vorverhalten, das kausal ist für die spätere Erfolgsverursachung. Außerdem notwendig ist die Vorhersehbarkeit der späteren tatbestandsmäßigen Handlung im Zustand der Schuldunfähigkeit. An dieser für die Strafbarkeit notwendigen objektiven Vorhersehbarkeit kann es oft mangeln. So wird etwa auch vertreten, aus § 323a StGB lasse sich durch systematisch-teleologische Auslegung ableiten, dass das vom Täter geschaffene Risiko, im Vollrausch eine Tat zu begehen, nicht für eine Fahrlässigkeitsstrafbarkeit ausreiche, weil sonst wäre die Norm des § 323a StGB überflüssig wäre.
Als typischer Fall der „fahrlässigen a. l. i. c.“ soll ein Trinken in Fahrbereitschaft vor einem Trunkenheitsverkehrsdelikt gelten.

## Schweizer Recht

### Grundsätzliches
Nach Art. 19 Abs. 4 StGB handelt der Täter nicht straflos (e contrario Art. 19 Abs. 1 StGB) oder kommt ihm keine Strafmilderung zugute (e contrario Art. 19 Abs. 2 StGB), wenn er «[…] die Schuldunfähigkeit oder die Verminderung der Schuldfähigkeit [hätte] vermeiden [können] und dabei die in diesem Zustand begangene Tat [hätte] voraussehen [können]».

### Vorsätzliche a. l. i. c.
Der Vorsatz muss sich auf die Herabsetzung der Schuldfähigkeit und auf die Tat beziehen; Eventualdolus genügt. Vorsätzliche a. l. i. c. kann auch dann angenommen werden, wenn sich der Täter fahrlässig in einen Rauschzustand versetzt, obwohl er weiß, dass er in diesem Zustand zu einer gewissen Art von Delikten neigt.

### Fahrlässige a. l. i. c.
Der Täter hat die Verminderung seiner Schuldfähigkeit sowie die Gefahr einer in diesem Zustand zu begehenden Fahrlässigkeitstat nicht bedacht; er hätte voraussehen können, dass er in diesem Zustand eine Fahrlässigkeitstat verüben könnte. Für die Voraussehbarkeit des späteren Fahrlässigkeitsdeliktes gelten die allgemeinen Regeln. Es reicht nicht, dass für den Täter irgendein Delikt voraussehbar war, vielmehr muss er im Zustand der vollen Schuldfähigkeit die Begehung eines bestimmten Delikts voraussehen können. Zur fahrlässigen a. l. i. c. gehört auch der Fall, dass der Täter nach Herbeiführung der verminderten Schuldfähigkeit pflichtwidrig nicht daran denkt, dass er in diesem Zustand eine bestimmte vorsätzliche Straftat begehen könnte und dies in der Folge tut. Wenn die Voraussehbarkeit komplett fehlt, das heißt, die Tat, welche in der Schuldunfähigkeit erfolgte, nicht hatte vorausgesehen werden können, kommt eventuell Art. 263 StGB zum Tragen. Dabei wird das selbstverschuldete Herbeiführen der Unzurechnungsfähigkeit bestraft, was die im Rauschzustand verübte (Rausch-)Tat (Verbrechen oder Vergehen) zur bloßen objektiven Strafbarkeitsbedingung macht.